# Golgotha
Golgotha es el décimo quinto álbum conceptual de la banda de glam metal estadounidense W.A.S.P. Trata sobre un hombre que debido a situaciones dolorosas de su vida, se cristianiza y encuentra en la religión un refugio para su situación.
El disco fue lanzado el 2 de octubre de 2015 por el sello Napalm Records, y es su primer disco desde el lanzamiento de Babylon (2009), marcando la espera más larga entre dos producciones en toda su carrera. Golgotha es también el último disco de W.A.S.P. con el baterista Mike Dupke, quien dejó la banda tras la grabación del mismo.

## Lista de canciones
| N.º | Título                          | Duración |  |
| 1.  | «Scream»                        | 4:55     |  |
| 2.  | «Last Runaway»                  | 5:20     |  |
| 3.  | «Shotgun»                       | 6:08     |  |
| 4.  | «Miss You»                      | 7:42     |  |
| 5.  | «Fallen Under»                  | 4:57     |  |
| 6.  | «Slaves of the New World Order» | 7:45     |  |
| 7.  | «Eyes of My Maker»              | 5:01     |  |
| 8.  | «Hero of the World»             | 4:52     |  |
| 9.  | «Golgotha»                      | 7:37     |  |

## Personal
- Blackie Lawless – voz y guitarras eléctrica y acústica.
- Doug Blair – guitarra
- Mike Duda – bajo
- Mike Dupke – batería